# Jogo eletrônico cooperativo
Jogo eletrônico cooperativo, também conhecido como co-op, é um jogo eletrônico que permite aos jogadores trabalharem em conjunto com outros jogadores como companheiros de equipe, geralmente contra um ou mais oponentes não-jogáveis. É um jogo em que um grupo de jogadores, são instruídos a demonstrar comportamento cooperativo ao invés de jogar somente um jogador na partida de missões em jogos de tiro por exemplo.
No entanto, pode ser casual e menos técnico qualquer jogo que envolva trabalhar em conjunto, em vez de em oposição. É diferente de outros modos multijogador, como modos multijogador competitivos como jogador contra jogador ou deathmatch. Jogar simultaneamente permite que os jogadores ajudem uns aos outros de várias maneiras: passando armas ou itens, curando, fornecendo cobertura contra fogo inimigo em um tiroteio e realizando manobras cooperativas, como impulsionar um colega de equipe para cima e/ou sobre obstáculos.
Em sua forma mais simples, a jogabilidade cooperativa modifica o modo para um jogador de um jogo, permitindo jogadores adicionais e aumentando o nível de dificuldade (algumas vezes) para compensar os jogadores adicionais. Existem exemplos mais complexos, porém, com modificações mais amplas na história e na jogabilidade. Alguns jogos cooperativos incluem um novo final quando concluídos no modo cooperativo. Este novo final é desbloqueado apenas quando os jogadores trabalham em equipe para completar o jogo. Por exemplo, Bubble Bobble apresenta um final que só pode ser acessado quando dois jogadores sobrevivem ao modo cooperativo, assim como alguns jogos de console de beat 'em up, como Double Dragon, Streets of Rage e Die Hard Arcade.
Os jogos cooperativos normalmente não se referem ao compartilhamento de dispositivos de entrada.
Universalmente, o modo cooperativo tende a implicar jogabilidade em uma rede, com jogadores cooperativos ingressando em um jogo existente em execução em um servidor de jogo por meio de redes locais ou de longa distância. Devido à complexidade da codificação de jogos eletrônicos, os jogos cooperativos raramente permitem que jogadores de rede e jogadores locais se misturem. No entanto, existem exceções, como Mario Kart Wii ou Call of Duty Black Ops, que permite que dois jogadores no mesmo console joguem com outros online.
A jogabilidade cooperativa tem ganhado popularidade nos jogos eletrônicos nos últimos anos, com o desenvolvimento da tecnologia de controle e rede. Em PCs e consoles, os jogos cooperativos têm se tornado cada vez mais comuns, e muitos gêneros de jogos - incluindo jogos de tiro, esportes, estratégia em tempo real e jogos multijogador massivo online - incluem modos cooperativos.
O jogo cooperativo também pode existir no formato de um jogador, onde o jogador trabalha junto com suas jogadas anteriores para completar um objetivo.

## História

### Jogos cooperativos de arcade
O primeiro jogo eletrônico a apresentar o modo cooperativo data de 1973, com o jogo de arcade Pong Doubles da Atari, que era uma versão para duplas de tênis de seu famoso jogo de arcade Pong (1972). Jogo cooperativo foi posteriormente apresentado em outra máquina da Atari, Fire Truck (1978). Como o título sugere, o jogo envolve um grande caminhão de bombeiros e, no modo para dois jogadores, os dois jogadores são obrigados a dirigir cooperativamente o veículo ao longo de uma estrada sinuosa, com um dirigindo e controlando o trator do caminhão e o outro controlando o leme das rodas traseiras, controlando o balanço do trailer.
Jogos cooperativos eram mais comuns pela dificuldade de fazer uma boa IA (abreviação de inteligência Artificial) como oponente, um exemplo o jogo Pong, 
Vários jogos de arcade do início dos anos 1980 permitiam o jogo cooperativo, mas normalmente como uma opção. Wizard of Wor ofereceu jogos individuais, competitivos para dois jogadores ou cooperativos para dois jogadores. enquanto o Joust da Williams Electronics encorajava os jogadores a competir alternativamente e cooperar, concedendo pontos de bônus por jogo cooperativo em algumas rodadas (Ondas de Sobrevivência) enquanto, alternativamente, concedendo bônus por atacar o outro jogador (Ondas de Gladiador). Os jogos de dois jogadores do Mario Bros. da Nintendo podem ser jogados de forma competitiva ou cooperativa, dependendo dos caprichos dos jogadores.
O gênero de jogos tiro de run-and-gun era popular para jogos cooperativos. Gauntlet (1985) e Quartet (1986) popularizaram os jogos cooperativos para quatro jogadores nos arcades. Os jogos tinham consoles mais amplos para permitir quatro conjuntos de controles.
Jogos de beat 'em up como Double Dragon em 1987 e Final Fight em 1989 introduziram um tipo de jogo em que ambos os jogadores trabalhariam em conjunto para eliminar todos os inimigos e prosseguir para a próxima área e, finalmente, o chefe final. Em 1998, Time Crisis 2 foi lançado como o primeiro da série como um jogo de tiro arcade para dois jogadores, onde dois jogadores passavam por níveis com pequenas diferenças, permitindo que cada jogador cuidasse um do outro e utilizasse o ambiente para criar uma cobertura. Em 2009, a Konami e a Activision lançaram Guitar Hero Arcade, um jogo de ritmo cooperativo que permitia aos jogadores trabalharem juntos para completar uma música de sua escolha ou os dois jogadores poderiam lutar entre si no modo de batalha com cada guitarrista lutando por uma pontuação mais alta.

### Jogos cooperativos de console
Os consoles domésticos de primeira geração normalmente não ofereciam opções cooperativas, devido a limitações técnicas que impediam o aumento dos gráficos necessários para o jogo cooperativo simultâneo. Embora os consoles da segunda geração de jogos eletrônicos em diante normalmente tivessem portas de controle para jogos de dois jogadores, a maioria dos sistemas não tinha o poder de computação ou gráfico para jogo simultâneo, levando a maioria dos jogos que anunciavam "jogabilidade para 2 jogadores" como um recurso apenas ser o jogo para um único jogador com jogadores alternados.
Durante esta era inicial, muitos videogames que apresentavam jogo cooperativo (incluindo beat 'em ups como Double Dragon) foram portados para sistemas domésticos menos avançados. O jogo alternado substituiu o jogo cooperativo do arcade na versão de NES (embora Double Dragon II e III, para o mesmo sistema, mantivessem sua jogabilidade cooperativa). A maioria dos outros títulos com dois jogadores eram títulos de esportes frente a frente. Embora a maioria dos beat 'em ups de console fossem portes de arcade, franquias originais como Streets of Rage e River City Ransom também se tornaram populares.
No gênero de tiro run-and-gun, Contra foi mais bem-sucedido em sua encarnação NES do que nos fliperamas do mercado norte-americano, e agora é considerado um dos jogos cooperativos mais populares de todos os tempos. Gunstar Heroes para o Mega Drive e a série Metal Slug para Neo Geo também foram títulos bem recebidos.
A Electronic Arts produziu jogos de esportes cooperativos importantes, incluindo os capítulos originais de NHL Hockey (1991) e Madden NFL (1990) no Mega Drive. Esses jogos permitiam que dois ou mais jogadores jogassem contra a CPU. Essas franquias são indiscutivelmente os jogos de esportes cooperativos de maior sucesso.
Devido à falta de multijogador online, jogos cooperativos no gênero RPG têm sido menos comuns em sistemas de console do que em PCs. No entanto, alguns dos primeiros RPGs de ação cooperativo eram títulos de console, incluindo o jogo de TurboGrafx-16, Dungeon Explorer (1989) da Atlus, que permitia que até cinco jogadores jogassem simultaneamente, e Secret of Mana (1993) da Square para o Super NES, que oferecia ação para dois e três jogadores, uma vez que o personagem principal adquiriu os membros de seu grupo. A jogabilidade cooperativa de Secret of Mana foi considerada inovadora em seu tempo, pois permitia que o segundo ou terceiro jogador entrasse e saísse do jogo a qualquer momento, em vez de os jogadores precisarem entrar no jogo ao mesmo tempo, o que manteve-se influente em títulos tão recentes quanto o próximo Dungeon Siege III. Final Fantasy VI (1994) ofereceu uma forma de jogo cooperativo alternado para suas batalhas, com o segundo jogador assumindo o controle de metade dos personagens no grupo. A série Tales da Namco permitiu que vários jogadores controlassem membros individuais em suas batalhas em tempo real em alguns dos títulos, como Tales of Symphonia, enquanto os jogos Baldur's Gate: Dark Alliance replicaram a fórmula de Diablo para os consoles, oferecendo dois jogadores jogando simultaneamente ao longo da campanha do jogo.
Com o lançamento do Nintendo 64 (1996, 1997), ter quatro portas entrada para controles começou a se tornar um recurso padrão nos consoles, já que Dreamcast, Nintendo GameCube e Xbox os apresentavam posteriormente. Conforme os jogos multijogador maiores se tornaram viáveis, a jogabilidade cooperativa também se tornou mais disponível. A 7ª e a 8ª geração de consoles apresentam controles sem fio, removendo os limites de jogador local baseados na porta de entrada do console. No entanto, seu efeito no modo multijogador é provavelmente menos pronunciado do que o avanço dos recursos de internet nos consoles.

### Jogos cooperativos para PC

#### Atiradores em primeira pessoa
O lançamento de Doom em 1993 foi um grande avanço nos jogos em rede. Embora indiscutivelmente o deathmatch tenha sido o modo mais influente e mais popular,[carece de fontes?] A jogabilidade cooperativa de Doom também foi significativa. Até quatro jogadores podem viajar juntos por todo o jogo, jogando em computadores separados em uma LAN. O modo de campanha do jogo foi projetado principalmente para um jogador, mas a dificuldade foi ajustada para compensar jogadores humanos extras. Os três jogos posteriores produzidos pela id Software (Doom II, Quake e Quake II) todos apresentam modos cooperativos. Alguns desses jogos de tiro em primeira pessoa empregam uma jogabilidade cooperativa, em que muitos jogadores se unem para alcançar um objetivo comum. No entanto, alguns jogos de tiro em primeira pessoa não usam jogabilidade cooperativa.
A partir do início de 2000, no entanto, muitos desenvolvedores de FPS abandonaram o jogo de campanha cooperativo, optando por se concentrar mais puramente em uma experiência para um jogador mais detalhada e aprofundada ou em um jogo puramente multijogador.[carece de fontes?] A série Unreal Tournament da Epic mudou quase inteiramente para modos de deathmatch, e lançamentos de FPS significativos como Doom 3, Quake 4 e ambos os títulos de Half-Life foram entregues sem modos de jogo cooperativos. No entanto, com a franquia Gears of War introduzindo o "Horda", modo cooperativo para quatro jogadores, houve um ressurgimento, iniciando uma tendência que incluiu o modo 'Firefight' de Halo 3: ODST e o modo "Nazi Zombies" de Call of Duty: World at War.

#### Jogos de RPG
A maioria dos primeiros jogos RPG foram inspirados em Dungeons & Dragons, mas eram restritos a um único jogador devido à tecnologia da época. Os primeiros RPGs apresentando algo semelhante ao jogo cooperativo foram os MUDs, que mais tarde evoluiriam para o gênero MMOG.
Mais tarde, os RPGs para PC se tornaram mais poderosos e flexíveis na simulação da experiência de RPG compartilhada da vida real,[carece de fontes?] permitindo que os jogadores colaborem em jogos pela Internet. O imensamente bem-sucedido Diablo (1996) da Blizzard Entertainment, que incorporou o serviço online de matchmaking da Blizzard, battle.net, permitindo que os jogadores jogassem juntos durante toda a campanha para um jogador. Os jogos Baldur's Gate e Icewind Dale sancionados pela D&D, lançados em 1998 e 2000, respectivamente, permitiam que até seis jogadores jogassem no modo campanha em uma rede. O Neverwinter Nights (2002) da Atari foi um simulador oficial e abrangente de D&D, apresentando ferramentas de criação de jogos ainda mais robustas e desenvolvendo uma comunidade online considerável. Isso permitiu que um jogador servisse como Dungeon Master, moldando e alterando o mundo do jogo contra um grupo de jogadores controlados por humanos, jogando cooperativamente. (Um jogo anterior, Vampire: The Masquerade – Redemption (2000) foi o primeiro CRPG a apresentar esse tipo de modo de "contador de histórias".[carece de fontes?])
MMORPGs contemporâneos, como o World of Warcraft da Blizzard Entertainment, apresentam uma mistura de objetivos de um jogador ("missões") e desafios de final de jogo maiores que só podem ser concluídos por meio de jogo cooperativo intensivo, de até vinte e cinco (anteriormente quarenta) jogadores em ataques de final de jogo, e até quarenta contra quarenta em campos de batalha.

## Características de jogabilidade

### Modos co-op de sofá e co-op online
Os jogos cooperativos projetados para serem jogados por vários jogadores na mesma tela passaram a ser conhecidos como jogos "co-op de sofá", "co-op local" ou "co-op de um jogador". Os jogos cooperativos em que cada jogador usa seu próprio sistema de exibição são conhecidos como jogos "co-op online", "co-op em rede" ou "co-op multijogador" devido à maioria desses sistemas utilizarem redes de telecomunicações para sincronizar o estado do jogo entre os jogadores. Os jogos também foram lançados no mercado em que ambos os modos podem ser combinados - acomodando mais de um monitor e cada monitor acomodando um ou mais jogadores.

### Recursos de exibição
Muitos jogos eletrônicos suportam exibições em tela dividida para mostrar dois ou mais jogadores em diferentes regiões do jogo. As exibições de tela dividida normalmente dividem a tela principal em duas ou quatro sub-regiões, de modo que 2 a 4 jogadores possam circular livremente pelo mundo do jogo. Muitos jogos de tiro em primeira e terceira pessoa usam essa técnica quando jogados no modo cooperativo multijogador, como as versões de console dos jogos da série Rainbow Six, a série Halo ou o quinto capítulo da série Call of Duty, Call of Duty: World at War.
Os modos de tela dividida também foram combinados com a tecnologia de televisão 3D por amadores, usando sequenciamento de quadro alternativo com o objetivo de apresentar a cada um dos dois jogadores no cooperativo de sofá sua própria imagem 2D em tela inteira no mesmo monitor, ao invés de estereoscopia. Devido à complexidade envolvida na correção das relações de aspecto resultantes e na obtenção de óculos 3D que permitiam que ambas as lentes sincronizassem com a mesma moldura, isso permaneceu na competência dos entusiastas até 2011, quando a Sony Computer Entertainment America começou a comercializar um produto de exibição 3D para seus consoles. Este sistema de exibição apoiou esta prática sob a marca SimulView. Embora o conjunto de recursos do SimulView tenha sido projetado para funcionar apenas com o monitor 3D da Sony, a mudança renovou o interesse nesta tecnologia, e não demorou muito para que a comunidade de jogos contornasse essa estratégia de bloqueio do fornecedor, permitindo que jogos compatíveis com SimulView utilizassem o recurso em equipamento 3DTV de terceiros.

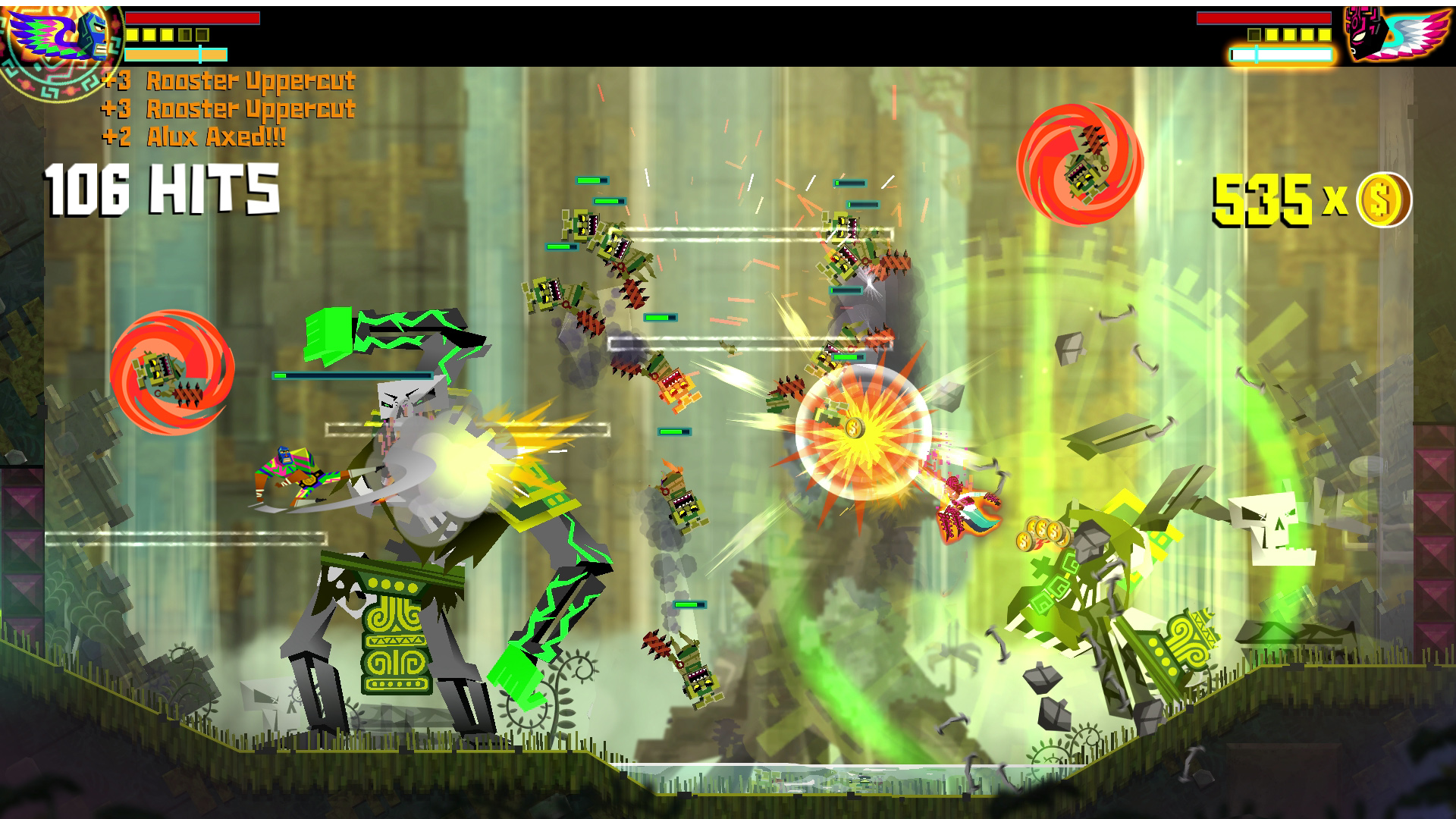
Guacamelee é um jogo de plataforma baseado em brawler que apresenta jogo cooperativo, permitindo que os dois personagens luchador coordenem suas ações para um combate mais eficaz

Por outro lado, em jogos de plataforma cooperativos, ambos os jogadores normalmente ocupam a mesma tela e devem coordenar suas ações, principalmente no que diz respeito à rolagem. Se a rolagem for limitada apenas a uma direção para frente, os jogadores podem matar uns aos outros. Por exemplo, um jogador que fica para trás pode causar problemas para seu parceiro, pois a tela não rola para a frente. Se um jogador estava tentando completar um salto sobre um abismo, a superfície "segura" do outro lado do abismo poderia ser impedida de rolar para ser exibida por um jogador lento.
Os desenvolvedores tentaram conter essas frustrações usando uma câmera que pode aumentar e diminuir o zoom em um nível inteiro conforme necessário, mantendo os dois jogadores dentro do alcance da câmera. Este tipo de câmera foi usado para permitir a exibição de jogabilidade cooperativa para quatro jogadores em New Super Mario Bros. Wii. Outra estratégia permite que as telas dos jogadores sejam divididas quando os personagens dos jogadores estão distantes, mas combinam em uma imagem de tela inteira quando os personagens dos jogadores estão próximos o suficiente. O jogo eletrônico de 2005 The Warriors é considerado notável por tentar fazer isso em um formato de perspectiva 3D em terceira pessoa.

### Gerenciamento de recursos
Um conceito comum em jogos cooperativos é o compartilhamento de recursos entre os jogadores. Por exemplo, dois jogadores gerenciando uma equipe em um jogo de estratégia em tempo real, como StarCraft, muitas vezes terão que tirar o mesmo conjunto de recursos para construir e atualizar suas unidades e edifícios. O compartilhamento de recursos, no entanto, pode ser tão simples quanto o sistema usado nos jogos Contra (e outros jogos shoot-'em-up/beat'em-up) onde um jogador que está sem vidas sobressalentes pode "roubar" uma vida do outro jogador para que ambos os jogadores possam continuar a jogar ao mesmo tempo.

### Papel do segundo jogador
A função que o segundo jogador assume ao entrar em um jogo difere de jogo para jogo. A maioria dos jogos cooperativos tem o segundo jogador diretamente controlando outro personagem que normalmente está sujeito às mesmas regras do primeiro jogador (ou seja, uma barra de saúde separada). Alguns jogos, como Super Mario Galaxy, a versão Wii de Prince of Persia: The Forgotten Sands, Super Mario Odyssey e algumas versões de Transformers: Revenge of the Fallen, no entanto, limitam o segundo jogador a um onisciente, invulnerável (e às vezes desencarnado) papel de ajudante, que então se move junto e auxilia o primeiro jogador com habilidades que ele normalmente não possui. Isso pode incluir a capacidade de atacar inimigos dentro da visão do primeiro jogador, normalmente por meio de um retículo de mira.

## Modo cooperativo assíncrono
Os jogos cooperativos assíncronos estão se tornando predominantes entre as plataformas móveis, como smartphones e tablets, devido ao seu baixo requisito de largura de banda. Os exemplos incluem Gun Bros da Glu Mobile e Zenonia 3 da Gamevil. Os jogos cooperativos assíncronos carregam apenas os detalhes dos personagens para o servidor. Durante o jogo cooperativo, o servidor envia os detalhes do personagem de outro jogador, que são controlados pela IA local.